# Чайка (футбольный клуб, Песчанокопское)
«Ча́йка» — российский футбольный клуб из села Песчанокопского Ростовской области, выступающий в Первой лиге. Основан в 1997 году.

## История

Прежний логотип команды

Основатель и президент клуба — ростовский бизнесмен и депутат от «Единой России» Андрей Чайка, бывший футболист московского ЦСКА, которому в середине 1990-х годов из-за тяжёлой травмы пришлось завершить карьеру игрока. Параллельно с развитием собственного бизнеса, в 1997 году он основал футбольный клуб «Чайка» в своём родном селе Песчанокопское, находящемся в 170 километрах от Ростова-на-Дону. В 1998 году ФК «Чайка» был заявлен в первую лигу чемпионата Ростовской области, в 2004 году стал её победителем. В 2008 и 2013—2015 годах команда принимала участие в высшей лиге чемпионата региона. В 2013 году команда заняла 4 место, в 2014 — 2 место, в 2015 стала победителем чемпионата.
26 мая 2016 года ФК «Чайка» прошёл лицензирование РФС для участия в сезоне-2016/17 во втором дивизионе чемпионата России.
В зимний перерыв 2016/17 команду покинуло восемь игроков и главный тренер Альберт Борзенков. Новым главным тренером был назначен Валерий Бурлаченко, проработавший с командой менее года. В январе 2018 года новым наставником стал Виктор Булатов, однако он был отправлен в отставку уже через три месяца.
Несмотря на изменение тренерского штаба, уже в следующем сезоне «Чайка» заняла третье место в своей группе. В сезоне 2018/19 боролась за первое место в группе вместе с краснодарским клубом «Урожай». В конце концов, «Чайка» заняла первое место в группе и получила путёвку в Первый дивизион России. В связи с тем, что стадион «Центральный» не соответствовал требованиям к стадионам Первенства ПФЛ из-за слишком малого количества мест для болельщиков, свои домашние поединки «Чайка» проводила на «Ростов Арене».
В конце июля 2020 года было объявлено о смене эмблемы команды.
По итогам сезона 2023/24, «Чайка» вновь вернулась в Первую лигу. После окончания сезона 2024/25, клуб неожиданно начал испытывать проблемы. В их числе — уход тренера в напряжённый момент, отсутствие видимых целей и задач на следующий сезон и отсутствием достаточного количества футболистов для выступления в дальнейшем. Изначально задумывалось перевести команду во Вторую лигу, однако позже было принято решение продолжить выступление в Первой лиге.

### Скандал с договорным матчем
13 мая 2019 года «Чайка» со счётом 3:1 победила «Черноморец» из Новороссийска в рамках 27-го тура группы «Юг» Первенства ПФЛ сезона 2018/19; позже этот матч был признан договорным: в разных регионах РФ на него были сделаны ставки на общую сумму 60 млн рублей, а выплаты букмекеров по ним составили более 350 млн рублей. Скандал с «Чайкой» побудил Министерство спорта Российской Федерации разработать в 2021 году поправки к федеральному закону «О физической культуре и спорте в Российской Федерации» в части, которая регламентирует ответственность за «противоправное влияние на результаты официальных спортивных соревнований». 2 июля 2021 года решением КДК РФС клуб, на тот момент выступавший в Первенстве ФНЛ, за организацию договорных матчей (помимо матча с «Черноморцем» в их числе фигурировали также игры с «Ангуштом» и майкопской «Дружбой») был переведён в низший по рангу дивизион — Первенство ПФЛ (позднее тем же летом преобразованное во Второй дивизион ФНЛ).

## Достижения
Второй дивизион (зона «Юг»)
- Победитель: 2018/19
- Серебряный призёр: 2022/23
- Бронзовый призёр (2): 2017/18, 2021/22

Кубок России
- 1/8 финала: 2021/22

## Результаты в первенстве и Кубке России
| Первенство | Первенство                                 | Первенство | Первенство | Первенство | Первенство | Первенство | Первенство | Первенство | Первенство                | Первенство                            | Кубок                   |
| Сезон      | Лига                                       | Место      | И          | В          | Н          | П          | Мячи       | О          | Бомбардир                 | Примечания                            | Кубок                   |
| ---------- | ------------------------------------------ | ---------- | ---------- | ---------- | ---------- | ---------- | ---------- | ---------- | ------------------------- | ------------------------------------- | ----------------------- |
| 2016/17    | ПФЛ, «Юг»                                  | 4 из 16    | 30         | 14         | 10         | 6          | 44-25      | 52         | Максим Обозный — 9        |                                       | 1/128                   |
| 2017/18    | ПФЛ, «Юг»                                  | 3 из 17    | 32         | 17         | 7          | 8          | 51-25      | 58         | Владислав Руденко — 10    |                                       | 1/128                   |
| 2018/19    | ПФЛ, «Юг»                                  | 1 из 15    | 28         | 21*        | 7          | 0*         | 64-14*     | 70*        | Александр Подбельцев — 16 | Выход в ФНЛ                           | 1/16**                  |
| 2019/20    | ФНЛ                                        | 10 из 20   | 27         | 10         | 8          | 9          | 31-29      | 38         | Игорь Безденежных — 5     |                                       | 1/16                    |
| 2020/21    | ФНЛ                                        | 12 из 22   | 42         | 15         | 11         | 16         | 44-53      | 56         | Константин Савичев — 6    | Понижение в ФНЛ-2 за договорные матчи | 1/64                    |
| 2021/22    | ФНЛ-2, группа 1                            | 3 из 17    | 32         | 21         | 7          | 4          | 88-24      | 70         | Саид Алиев — 14           |                                       | 1/8                     |
| 2022/23    | Вторая лига, группа 1                      | 2 из 13    | 31         | 19         | 8          | 4          | 40-13      | 65         | Максим Колмаков — 10      |                                       | 2-й раунд пути регионов |
| 2023/24    | Вторая лига, дивизион «А», группа «золото» | 6 из 10    | 18         | 6          | 5          | 7          | 23-21      | 23         | Павел Долгов — 7          | 1-й этап                              | 2-й раунд пути регионов |
| 2023/24    | Вторая лига, дивизион «А», группа «золото» | 2 из 10    | 18         | 8          | 7          | 3          | 25-17      | 31         | Павел Долгов — 9          | 2-й этап Выход в Первую лигу          | 2-й раунд пути регионов |

* На заседания КДК РФС 2 июля 2021 года, по итогам которого было принято решение перевести «Чайку» в ФНЛ-2 за договорные матчи первенства с «Ангуштом» и «Дружбой» и кубка с «Армавиром», также было принято решение о присуждении технического поражения (0:3) «Чайке» в матче с «Ангуштом» (5:0, 21 октября 2018 года). Приведены показатели до решения о техническом поражении (на сайте sportbox.ru результат матча «Чайка» — «Ангушт» не изменён, результат матча «Чайка» — «Дружба» (1:0) изменён на техническое поражение).
** В выигранном матче 1/32 финала против «Армавира» (2:0) «Чайке» было засчитано техническое поражение со счётом 0:3 в соответствии с решением КДК РФС от 11 декабря 2020 года. В 1/16 финала «Чайка» проиграла «Анжи» со счётом 1:2.

## Состав
| 58 | Флаг России | Вр  | Семён Фадеев       | 2004 |  |  |  |  |  |
| 96 | Флаг России | Вр  | Иван Сорочинский   | 2006 |  |  |  |  |  |
|    |             |     |                    |      |  |  |  |  |  |
| 2  | Флаг России | Защ | Данил Пелих        | 2001 |  |  |  |  |  |
| 6  | Флаг России | Защ | Юрий Петин         | 2005 |  |  |  |  |  |
| 12 | Флаг России | Защ | Дмитрий Иванников  | 2005 |  |  |  |  |  |
| 14 | Флаг России | Защ | Дмитрий Каптилович | 2003 |  |  |  |  |  |
| 15 | Флаг России | Защ | Богдан Рогочий     | 2003 |  |  |  |  |  |
| 22 | Флаг России | Защ | Матвей Ужгин       | 2000 |  |  |  |  |  |
| 27 | Флаг России | Защ | Артём Крутовских   | 2007 |  |  |  |  |  |
|    |             |     |                    |      |  |  |  |  |  |
| 7  | Флаг России | ПЗ  | Егор Гуляев        | 2007 |  |  |  |  |  |
| 9  | Флаг России | ПЗ  | Олег Козаченко     | 2004 |  |  |  |  |  |
| 10 | Флаг России | ПЗ  | Абдулло Джебов     | 2004 |  |  |  |  |  |

| 11 | Флаг России | ПЗ  | Максим Криушичев  | 2008 |  |  |  |  |  |
| 19 | Флаг России | ПЗ  | Иван Иванов       | 2005 |  |  |  |  |  |
| 55 | Флаг России | ПЗ  | Вадим Гапеев      | 2007 |  |  |  |  |  |
| 69 | Флаг России | ПЗ  | Антон Гурылёв     | 2005 |  |  |  |  |  |
| 70 | Флаг России | ПЗ  | Денис Кондрашенко | 2007 |  |  |  |  |  |
| 83 | Флаг России | ПЗ  | Николай Ищенко    | 2004 |  |  |  |  |  |
| 88 | Флаг России | ПЗ  | Иван Маркелов     | 1988 |  |  |  |  |  |
| 91 | Флаг России | ПЗ  | Даниил Столяров   | 2003 |  |  |  |  |  |
| 97 | Флаг России | ПЗ  | Матвей Тороп      | 2007 |  |  |  |  |  |
|    |             |     |                   |      |  |  |  |  |  |
| 17 | Флаг России | Нап | Глеб Пополитов    | 2007 |  |  |  |  |  |
| 20 | Флаг России | Нап | Станислав Библик  | 2001 |  |  |  |  |  |
| 87 | Флаг России | Нап | Арсений Филёв     | 2007 |  |  |  |  |  |

## Главные тренеры
| Главный тренер          | Период                            |
| ----------------------- | --------------------------------- |
| Виталий Семакин         | 2013—2016                         |
| Альберт Борзенков       | 2016 — 1 декабря 2016             |
| Валерий Бурлаченко      | 14 января 2017 — 5 ноября 2017    |
| Виталий Семакин (и. о.) | 5 ноября 2017 — 25 декабря 2017   |
| Виктор Булатов          | 26 декабря 2017 — 5 апреля 2018   |
| Виталий Семакин (и. о.) | 6 апреля 2018 — 30 июня 2018      |
| Виталий Семакин         | 1 июля 2018 — 16 июня 2019        |
| Дмитрий Воецкий         | 17 июня 2019 — 30 октября 2019    |
| Юрий Лыков (и. о.)      | 30 октября 2019 — 14 ноября 2019  |
| Магомед Адиев           | 14 ноября 2019 — 4 декабря 2020   |
| Сергей Ташуев           | 9 января 2021 — 24 марта 2022     |
| Андрей Черенков (и. о.) | 24 марта 2022 — 1 сентября 2022   |
| Анзур Садиров (и. о.)   | 1 сентября 2022 — 1 октября 2022  |
| Анзур Садиров           | 1 октября 2022 — 18 ноября 2022   |
| Игорь Семшов            | 19 декабря 2022 — 4 декабря 2023  |
| Дмитрий Пятибратов      | 15 декабря 2023 — 13 августа 2024 |
| Евгений Калешин         | 15 августа 2024 — 7 апреля 2025   |
| Сергей Первушин         | 8 апреля 2025 — 26 июня 2025      |
| Дмитрий Комбаров        | 17 июля 2025 — н. в.              |

## Вторая команда
В 2019 году рассматривался вопрос относительно выступления «Чайки-2» в Первенстве ПФЛ, однако этого не произошло.
В мае 2021 года клуб получил лицензию на выступление молодёжной команды в Первенстве ПФЛ 2021/22. Предполагалось, что костяк команды «Чайка-2» составят игроки «Чайки-М» — команды, участвующей в чемпионате Ростовской области, а домашним стадионом будет стадион СКА в Ростове-на-Дону. Главный тренер команды — Андрей Черенков, помощник — Максим Обозный.